# Néo-trad
Vous pouvez aider à l'améliorer ou bien discuter des problèmes sur sa page de discussion.
- Son contenu est rédigé entièrement ou presque à partir d'une seule source. N'hésitez pas à modifier cet article pour améliorer sa vérifiabilité en apportant de nouvelles références dans des notes de bas de page. (Marqué depuis juin 2025)
- Il adopte un point de vue régional ou culturel particulier et nécessite une internationalisation. (Marqué depuis novembre 2017)
- Il n’est pas rédigé dans un style encyclopédique. (Marqué depuis juin 2025)

- Archive Wikiwix
- Bing
- Cairn
- DuckDuckGo
- E. Universalis
- Gallica
- Google
- G. Books
- G. News
- G. Scholar
- Persée
- Qwant
- (zh) Baidu
- (ru) Yandex
- (wd) trouver des œuvres sur Wikidata

Le néo-trad est un style musical qui s'est développé au début du XXIe siècle, dans plusieurs régions du monde, notamment au Québec et en France. Le terme combine le préfixe grec neo, qui signifie nouveau, et la contraction du mot traditionnelle, comme dans musique traditionnelle.
Le néo-trad s'appuie sur le répertoire et l'esthétique des traditions musicales, mais il en modernise et renouvelle plusieurs caractéristiques (rythme, compositions, instrumentarium, etc.)
Au Québec, quelques artistes néo-trad notables sont Mes Aïeux, Les Cowboys fringants, Les Colocs et Mara Tremblay. Okoumé peut aussi être considéré comme un précurseur du néo-trad.
L'expression peut aussi englober tous les groupes trad, des groupes des temps modernes jouant du folklore québécois (d'une façon traditionnelle) comme La Bottine souriante, Les Charbonniers de l'enfer, La Volée d'Castors et Les Batinses. Inversement, le terme Trad peut englober les groupes néo-trad.
Plusieurs groupes revendiquent également le terme néotrad, tel que :
- Le Henri Band
- Exx-Traddition